# Гутьеррес, Брайан
Бра́йан Гутье́ррес (англ. Brian Gutiérrez; 17 июня 2003, Беруин, Иллинойс, США) — американский футболист, полузащитник клуба «Чикаго Файр».

## Карьера

### Клубная карьера
Гутьеррес присоединился к академии клуба MLS «Чикаго Файр» в 2015 году. 9 марта 2020 года «Чикаго Файр» подписал с Гутьерресом контракт по правилу доморощенного игрока сроком до конца сезона 2023 с опцией продления на сезон 2024. Его профессиональный дебют состоялся 20 августа в матче против «Коламбус Крю», в котором он вышел на замену на 82-й минуте вместо Маурисио Пинеды. 3 июля 2022 года в матче против «Сан-Хосе Эртквейкс» забил свой первый гол в профессиональной карьере. 19 сентября Гутьеррес подписал с «Чикаго Файр» новый четырёхлетний контракт до конца сезона 2026 с опцией продления на сезон 2027. 1 октября в матче против «Цинциннати» забил один гол и отдал две голевые передачи, за что был включён в символическую сборную недели MLS. По итогам сезона 2023 Гутьеррес был назван самым ценным игроком «Чикаго Файр». 14 ноября 2023 года Гутьеррес подписал с «Чикаго Файр» новый пятилетний контракт до конца сезона 2028.

### Международная карьера
Гутьеррес привлекался в младшие сборные США до 16 лет и до 20 лет.
8 октября 2023 года Гутьеррес был вызван в сборную США до 23 лет для участия в тренировочном лагере, включавшем два матча со сборными Мексики и Японии.

## Статистика выступлений
| Выступление      | Выступление      | Выступление      | Лига | Лига | Плей-офф | Плей-офф | Кубок | Кубок | Континент | Континент | Итого | Итого |
| Клуб             | Лига             | Сезон            | Игры | Голы | Игры     | Голы     | Игры  | Голы  | Игры      | Голы      | Игры  | Голы  |
| ---------------- | ---------------- | ---------------- | ---- | ---- | -------- | -------- | ----- | ----- | --------- | --------- | ----- | ----- |
| Чикаго Файр      | MLS              | 2020             | 6    | 0    | —        | —        | —     | —     | —         | —         | 6     | 0     |
| Чикаго Файр      | MLS              | 2021             | 17   | 0    | —        | —        | —     | —     | —         | —         | 17    | 0     |
| Чикаго Файр      | MLS              | 2022             | 33   | 2    | —        | —        | 1     | 0     | —         | —         | 34    | 2     |
| Чикаго Файр      | MLS              | 2023             | 32   | 2    | —        | —        | 3     | 0     | 3         | 0         | 38    | 2     |
| Чикаго Файр      | MLS              | 2024             | 6    | 2    | —        | —        | —     | —     | —         | —         | 6     | 2     |
| Чикаго Файр      | Итого            | Итого            | 94   | 6    | —        | —        | 4     | 0     | 3         | 0         | 101   | 6     |
| Всего за карьеру | Всего за карьеру | Всего за карьеру | 94   | 6    | —        | —        | 4     | 0     | 3         | 0         | 101   | 6     |

Источники: Transfermarkt, Soccerway, Footballdatabase.eu.